# Victor van Xanten

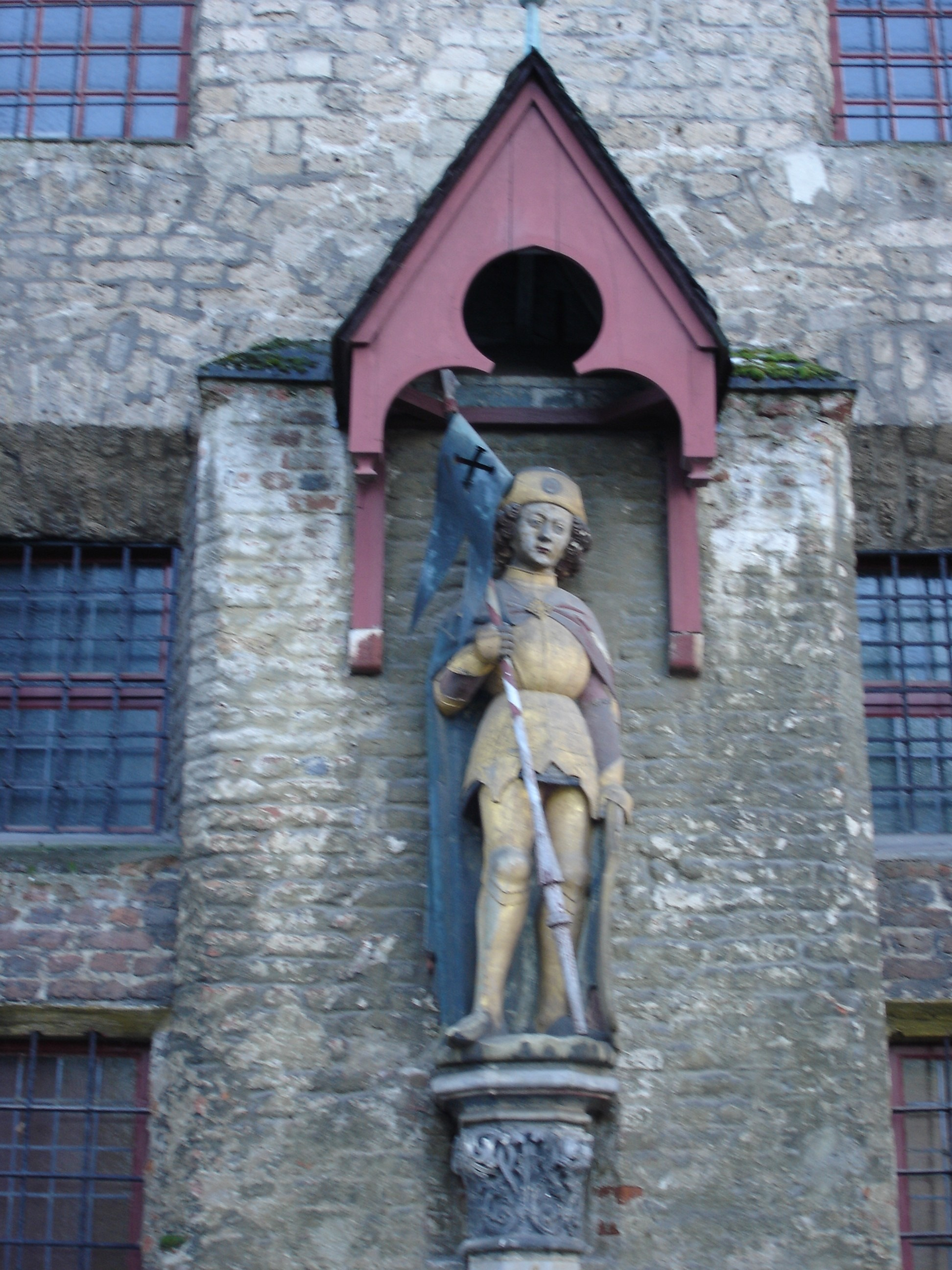
Standbeeld van Victor van Xanten bij de St. Victorkathedraal oftewel Dom van Xanten

Victor van Xanten (overleden 287) is een christelijke martelaar en was een Romeins officier die volgens de overlevering stierf toen de keizer van Rome de christenen in het hele Romeinse Rijk vervolgde. Als praefectus cohortis van het Thebaanse Legioen werd hij volgens Legenda Aurea onder leiding van Sint-Mauritius door keizer Maximianus Hercules vanuit Egypte naar de grenzen van Gallië gestuurd om een opstand neer te slaan. Aangekomen in Agaunum het hedendaagse Sankt Moritz (Zwitserland) werden offers gebracht aan de Romeinse goden om de overwinning af te smeken. Het Thebaanse Legioen bestond echter voornamelijk uit christenen en zij weigerden de keizer en de goden te vereren. Hiervoor werden ze allen vervolgd en geëxecuteerd, waaronder het cohort van Victor dat op de vlucht langs de Rijn tot voorbij Colonia Claudia Ara Agrippinensium (Keulen) wist te komen. Daar, in het Amfitheater van Birten nabij Xanten, werd hij samen met ruim 360 andere soldaten gemarteld en gedood.
Hij werd de patroon van de stad Xanten en van de molenaars. Hij is patroon van de Dom aldaar, die gebouwd is tussen 1263 en 1544.
Hij wordt afgebeeld als soldaat of ridder in wapenuitrusting met de rode mantel van een Romeins officier. Hij heeft een palmtak van de overwinning in de hand, wat erop wijst dat hij een martelaar is. Het zwaard in zijn andere hand geeft aan dat hij door het zwaard gestorven is.
Het is historisch zeker dat hier al in de 4e eeuw een martelarenverering bestond. De naam 'Xanten' (= 'Ad Sanctos' = 'Naar de Heiligen') verwijst nog naar de bedevaartfunctie die plaats en domkerk van oudsher hebben gehad. In de 9e eeuw is er al een vermelding van de heilige Victor van Xanten, de gebeenten van St. Victor zouden in 863 voor een korte tijd in Keulen ondergebracht zijn om ze tegen de plunderingen van de Noormannen te beschermen.
Rond het jaar 450 stelde bisschop Eucherius van Lyon de martelingen van het Thebaanse Legioen op schrift.